# Andrey Ignatov
Andrey Ignatov (en russe : Андрей Игнатов), né le 3 février 1968, est un sauteur en longueur russe.
Il remporte la médaille d'argent aux Jeux mondiaux militaires de 1995, se classe neuvième des championnats du monde 1995 à Göteborg, et onzième des Jeux olympiques de 1996 à Atlanta. 
Son record personnel au saut en longueur est de 8,34 mètres, réalisé le 16 juin 1995 à Moscou.